# 解球菌属
解球菌属为鱼立克次体科的一个属。该属的模式种为皮盖特氏解球菌（Cycloclasticus pugetii）。

## 下属物种
- 皮盖特氏解球菌 Cycloclasticus pugetii Dyksterhouse et al., 1995